# Zeta Arae
Zeta Arae (ζ Ara) – gwiazda w gwiazdozbiorze Ołtarza. Jest odległa od Słońca o około 486 lat świetlnych.

## Charakterystyka
Jest to olbrzym należący do typu widmowego K3. Ma obserwowaną wielkość gwiazdową około 3,1m. Pył międzygwiazdowy obecny między Słońcem a Zeta Arae absorbuje i rozprasza promieniowanie gwiazdy; bez tego efektu miałaby ona jasność widomą większą o całą wielkość gwiazdową (około 2,1m, jak Gamma Andromedae). Jej temperatura to 4350 K, jest niższa niż temperatura fotosfery Słońca. Zmierzona średnica gwiazdy to 128 średnic Słońca, świeci ona 4920 razy jaśniej. Ma masę 6–7 razy większą od Słońca, obecnie w jej jądrze trwają reakcje syntezy helu w węgiel i tlen; gwiazda zakończy życie jako biały karzeł.